# Gregarisme

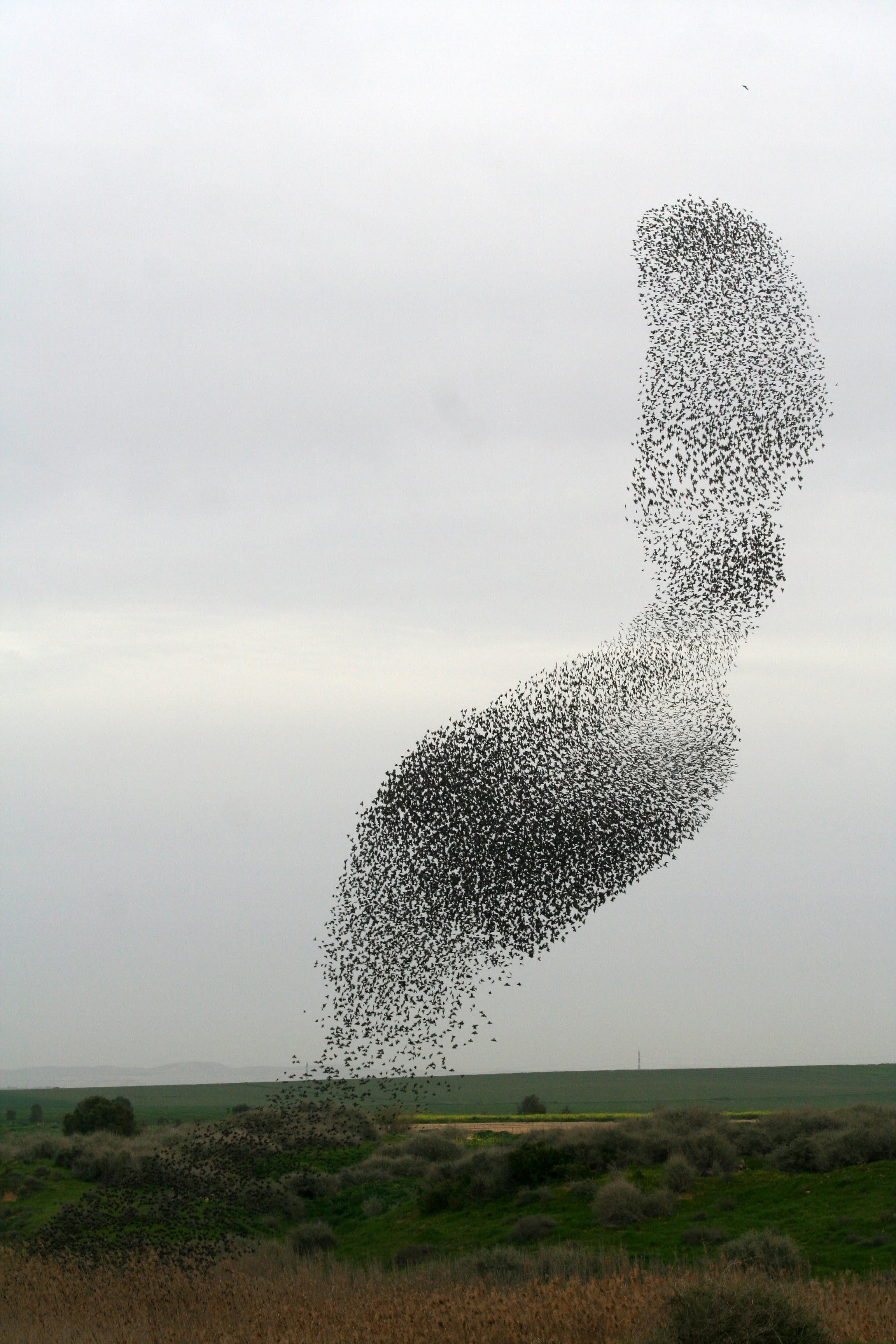

El gregarisme és la tendència que es presenta en moltes espècies animals, a formar grups d'individus. L'estudi d'aquestes societats és objecte de la sociobiologia. El comportament gregari descriu com els individus d'un grup poden actuar junts sense una direcció planificada. El terme s'aplica al comportament d'animals en ramats i a la conducta humana durant situacions i activitats, tals com les bombolles financeres especulatives, manifestacions de carrer, esdeveniments esportius, aldarulls socials i fins i tot la presa de decisions, judici i formació d'opinió.
Un grup d'animals fugint d'un depredador mostra la naturalesa del comportament gregari. En l'article Geometry For The Selfish Herd, el biòleg evolucionista William Donald Hamilton sosté que cada individu membre d'un grup redueix el perill per a si mateix en moure's tan a prop com sigui possible al centre del grup que fuig; llavors, sembla que el ramat actua com una unitat en moviment conjunt, però la seva funció emergeix del comportament no coordinat d'individus que busquen el seu propi benestar.